# Carl Friedrich Hagemann
Carl Friedrich Hagemann (* 11. November 1772 in Berlin; † 24. Februar 1806 ebenda) war ein deutscher Bildhauer.

## Leben
Als Schüler von Johann Gottfried Schadow beschickte Hagemann zwischen 1793 und 1795 die Ausstellungen der Preußischen Akademie der Künste mit kleineren Kopien von Werken der Antike. Ab 1797 stellte er eigene Werke aus. 1801 wurde er selbst zum Mitglied der Akademie gewählt. 1802/03 war er in Rom, wo er Bertel Thorvaldsen kennenlernte.
1801 wurde er nach Königsberg i. Pr. geschickt, um den 77-jährigen Immanuel Kant als Büste abzubilden. Er wurde nur 33 Jahre alt.
Von seinen Werken sind die meisten verschollen. Schadow und andere rühmten, dass „kein Künstler die weibliche Gestalt so angenehm darstellen könne wie Hagemann“.
Oskar Ehrhardt rettete die Kant-Büste 1945 aus den Trümmern der Albertus-Universität Königsberg.

## Werke

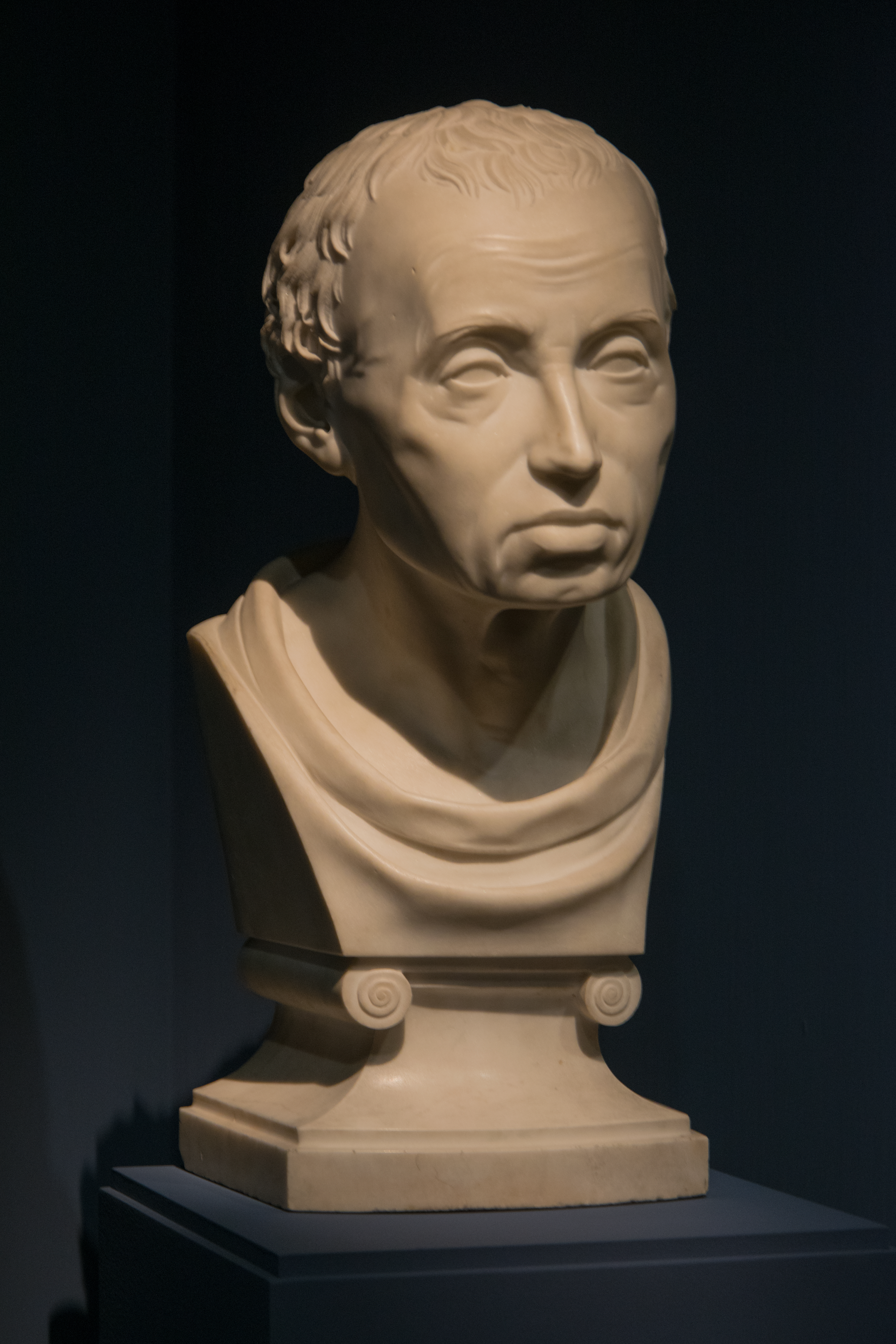
Hagemann: Kant

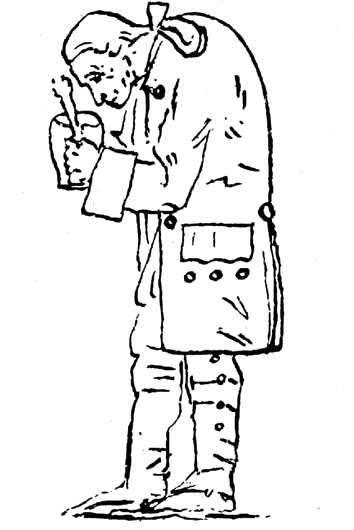
Kant mit Senftopf, Karikatur von Hagemann, 1801

- Immanuel Kant in der Hamburger Kunsthalle[6]
- Apollon
- Diskobolos
- Mediceische Venus (siehe Uffizien)
- Antinoos
- Schlafender Endymion in Marmor (1797)
- Liegende Najade mit einer Perlmuschel spielend (1802)
- Liegende Bacchantin mit Schale und Gießkanne (1804)

## Ausstellungen
- 1964/65 Nationalgalerie (Berlin)